# Leibnitz
För andra betydelser, se Leibnitz (olika betydelser).
Leibnitz (slovenska: Lipnica) är en stadskommun i det österrikiska förbundslandet Steiermark. Staden ligger cirka 30 km söder om Graz mellan floderna Mur och Sulm endast 15 km från gränsen mot Slovenien. Leibnitz är distriktshuvudort i  distriktet med samma namn.

## Historia
Inte långt ifrån dagens stad grundade romarna samhället Flavia Solva 15 f. Kr. vilket blev stad 79 e. Kr. Staden var administrativt centrum för östra Noricum. I början på 400-talet förstörde genomvandrande germaner staden och befolkningen drog sig tillbaka till det näraliggande tempelberget. På 500-talet bosatte sig alpslaver (se Karantanien) som slog sig ner på berget och gav orten namnet lipanizza (översatt lindby). Men området ockuperades av ungrare i början på 1000-talet. Efter återerövringen av västra Steiermark lät ärkebiskoparna från Salzburg bygga en fästning i början på 1100-talet som fick namnet Leibnitz. Intill fästningen grundades kring 1140 en köping med samma namn – dagens Leibnitz.
De närmaste fyra århundraden tillhörde köpingen furstebiskopsdömet Salzburg. Från fästningen förvaltades ärkebiskoparnas stora landbesittningar i Steiermark. 1218 blev fästningen biskopssäte för det nyinrättade stiftet Seckau. Köpingen som låg mitt i Habsburgarnas land fick inte befästas med en stadsmur vilket hämmade dess vidare utveckling.
1532 förstördes staden av osmanska trupper. Den närmaste tiden var präglad av militära hot, bonderesningar, reformationen m m . Orten återhämtade sig endast långsamt. 1634 grundades kapucinklostret.
Nybyggandet av riksvägen 1734 mellan Wien och Trieste drabbade orten hårt. Den nästan 3000 år gamla vägen, den s.k. romarvägen, som gick genom köpingen lades ned och köpingen stagnerade. Först med järnvägen mellan Wien och Trieste mer än hundra år senare förbättrades situationen. Även nyordningen av riket efter revolutionen 1848, när Leibnitz blev huvudort för ett distrikt, bidrog till ett ekonomiskt uppsving. År 1913 fick Leibnitz stadsrättigheter.

## Kommunen
Kommunen består av åtta orter (Ortschaften) (inom parentes invånarantal 1 januari 2024):

- Grottenhof * (175)
- Kaindorf * (2 660)
- Kogelberg * (89)
- Leibnitz (9 527)
- Oberlupitscheni # (129)
- Rettenbach # (103)
- Schönegg # (134)
- Seggauberg # (545)

Den nuvarande kommunen bildades 1 januari 2015 genom en sammanslagning av kommunerna Leibnitz, Kaindorf an der Sulm och Seggauberg. 
Orter markerade med * tillhörde Kaindorf an der Sulm och orter markerade med # tillhörde Seggauberg.

## Sevärdheter
- Romarstaden Flavia Solva
- Seggau slott
- Kapucinklostret
- Från Leibnitz som är centralort för vinodlingsområdet i sydvästra Steiermark går olika ”vinvägar” in i odlingsområdena.

## Näringsliv
Leibnitz är som huvudort för södra Steiermark en viktig serviceort för regionen. Vid sidan om de sedvanliga distriktsinstitutionerna finns det ett regionalsjukhus, en tullkammare, gen garnison m m i staden. Industrin domineras av små och medelstora företag. Turism är en viktig näringsgren.

## Kommunikationer
Leibnitz ligger vid sydbanan från Graz till Slovenien och vid motorvägen A9.

## Vänorter
- Pedra Badejo, Kap Verde